# Klaistow
Klaistow ist ein Dorf in Brandenburg. Es ist ein Gemeindeteil von Busendorf, einem Ortsteil der Stadt Beelitz im Landkreis Potsdam-Mittelmark. Das Dorf steht als Gesamtheit unter Denkmalschutz. Bekannt ist der Ort vor allem für den dortigen Spargelhof Klaistow.

## Lage
Klaistow liegt etwa zehn Kilometer nordwestlich von Beelitz und 20 Kilometer Luftlinie südwestlich der Landeshauptstadt Potsdam am Rande des Naturparks Nuthe-Nieplitz. Der Ort ist noch Teil des Kaniner Luchs und ist im Süden und Osten von weitreichenden Kiefernwäldern des Beelitzer Sander umgeben.
Umliegende Ortschaften sind die Werderaner Ortsteile Bliesendorf im Norden und Glindow im Nordosten, der Ortsteil Ferch der Gemeinde Schwielowsee mit der Wohnsiedlung Kammerode im Osten, Fichtenwalde im Südosten, Kanin im Südwesten, Busendorf im Westen sowie die wiederum zu Werder gehörende Einzelsiedlung Resau im Nordwesten.

## Geschichte
Der als Rundplatzdorf angelegte Ort Klaistow wurde im Jahr 1420 mit der Schreibweise Cleistow erstmals urkundlich erwähnt. Die Anlage als Rundplatzdorf deutet auf eine slawische Ortsgründung hin. Der Ortsname beschreibt die Lage des Dorfes an einem See, dieser See ist jedoch heute nicht mehr existent. Bis zu den Befreiungskriegen bildete Klaistow zusammen mit den angrenzenden Dörfern Busendorf und Kanin eine Exklave des Königreich Sachsens innerhalb von Preußen. Nach dem Wiener Kongress kam Klaistow an das Königreich Preußen. Viele Jahrhunderte gehörten größere Teile von Klaistow (Claistow) zum Rittergut Plessow der Familie von Rochow. Ab Anfang des 20. Jahrhunderts wurde die Gemeinde Klaistow um die Kolonie Fichtenwalde erweitert.
Klaistow war ursprünglich überwiegend landwirtschaftlich geprägt. Zu DDR-Zeiten gab es eine Landwirtschaftliche Produktionsgenossenschaft (LPG), die in den 1960er Jahren mit den LPGen aus Busendorf und Kanin zur LPG „Freiheit“ zusammengelegt wurde. Am 1. Juli 1950 wurde die Gemeinde Klaistow zusammen mit Kanin in die Nachbargemeinde Busendorf eingemeindet. Bereits zuvor, nach dem Einmarsch der Roten Armee im Jahr 1945, wurde der Wohnplatz Fichtenwalde aus Klaistow ausgegliedert und eine eigenständige Gemeinde. Aufgrund der geringen Gemeindegröße gab es nur eine Dorfkirche in Kanin, auch die Kinder des Ortes gingen in Kanin zur Schule. Nach der politischen Wende wurde in Klaistow vermehrt mit dem Anbau von Spargel begonnen.
Während der Zugehörigkeit zu Preußen lag die Gemeinde Klaistow im Landkreis Zauch-Belzig. Dieser wurde zur DDR-Kreisreform am 25. Juli 1952 aufgelöst und Klaistow kam in den Kreis Potsdam-Land im Bezirk Potsdam. Nach der Wende wurde der Kreis Potsdam-Land in Landkreis Potsdam umbenannt, dieser fusionierte am 6. Dezember 1993 mit den Landkreisen Belzig und Brandenburg-Land zum heutigen Landkreis Potsdam-Mittelmark. Am 31. Dezember 2001 wurde die Gemeinde Busendorf nach Beelitz eingemeindet, seitdem ist Klaistow ein Gemeindeteil von Beelitz.

## Spargelhof Klaistow

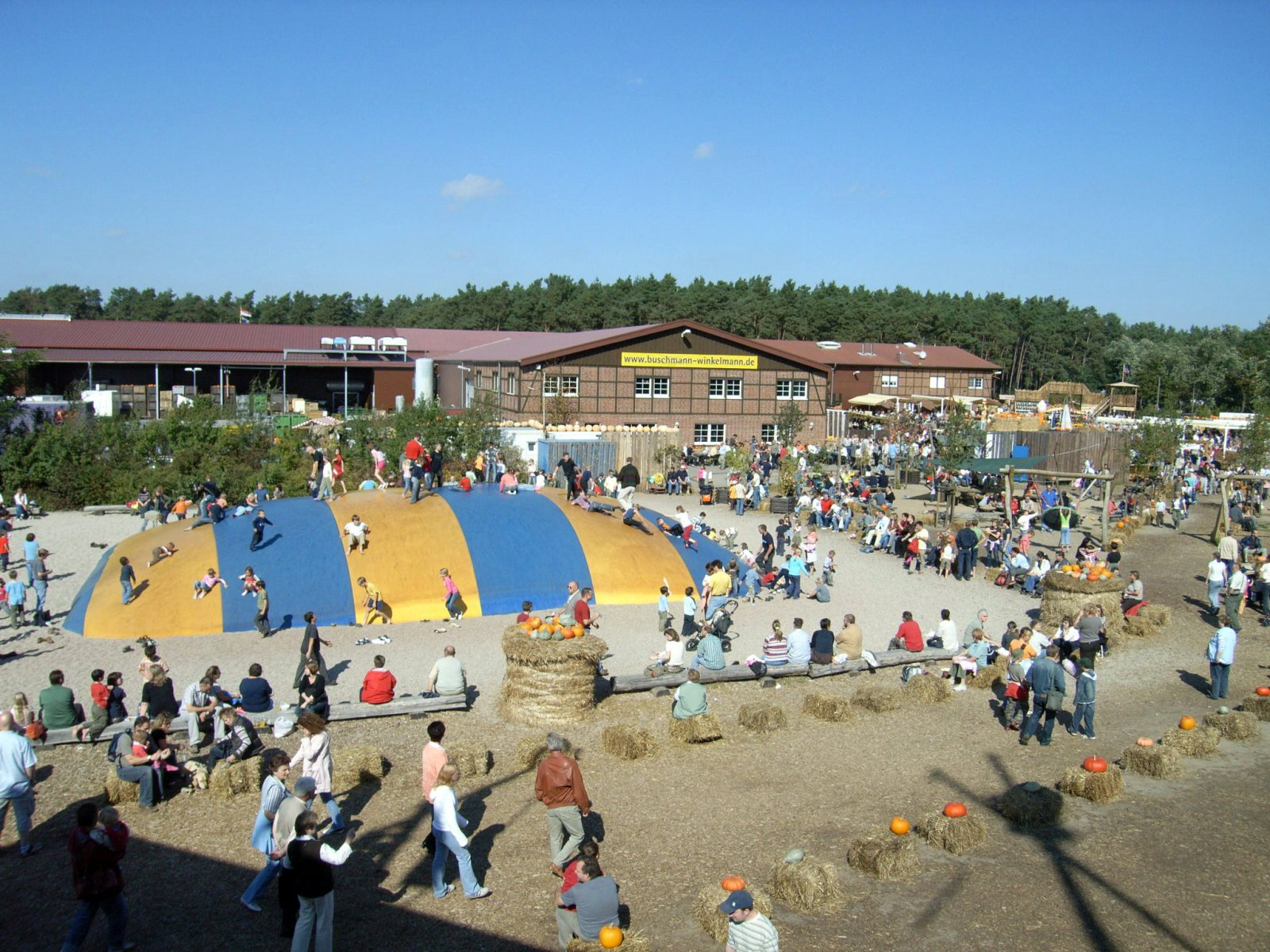
Blick auf den Spargel- und Erlebnishof Klaistow

Überregional bekannt ist Klaistow insbesondere für den dortigen Spargel- und Erlebnishof Klaistow. Dieser wurde im Jahr 1990 eröffnet und bietet neben dem Anbau von Spargel vor allem Aktivitäten für Kinder wie beispielsweise einen Kletterwald und einen Erlebnisspielplatz an.
Die Ausstellung von Kürbissen ist nach eigenen Angaben die größte Berlin-Brandenburgs.

## Einwohnerentwicklung
| 1875 | 126 | 1910 | 129 | 1933 | 532 | 1946 | 151 |
| 1890 | 105 | 1925 | 216 | 1939 | 837 |      |     |

Die starke Bevölkerungsrückgang zwischen 1939 und 1946 ist auf die Ausgliederung der Gemeinde Fichtenwalde zurückzuführen. 1945 hatte die Gemeinde Klaistow etwa 1550 Einwohner, davon lebten 150 in Klaistow und etwa 1400 in Fichtenwalde.

## Verkehrsanbindung
Der öffentliche Personennahverkehr wird unter anderem durch den PlusBus des Verkehrsverbund Berlin-Brandenburg erbracht. Folgende Verbindungen führen, betrieben von der Regiobus Potsdam-Mittelmark, durch Klaistow:
Linie 641: Beelitz ↔ Beelitz-Heilstätten ↔ Fichtenwalde ↔ Klaistow ↔ Glindow ↔ Werder
Linie 645: Beelitz ↔ Beelitz-Heilstätten ↔ Fichtenwalde ↔ Klaistow ↔ Lehnin ↔ Brandenburg
Durch Klaistow führt die Landesstraße 88 zwischen Lehnin und Beelitz sowie die Landesstraße 90 nach Werder. Die Bundesautobahn 10 mit der Anschlussstelle Glindow ist etwa drei Kilometer und die Bundesautobahn 9 mit der Anschlussstelle Beelitz-Heilstätten etwa fünf Kilometer entfernt.